# Пуголовочка
Пуголовочка, або бичок-пуголовочка (Benthophiloides) — рід Понто-Каспійських  риб з родини бичкових (Gobiidae).

## Види
Містить два види, поширені в басейнах Чорного і Каспійського морів:

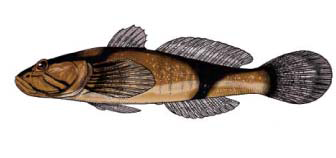
Пуголовочка Браунера (Benthophiloides brauneri Beling & Iljin, 1927)
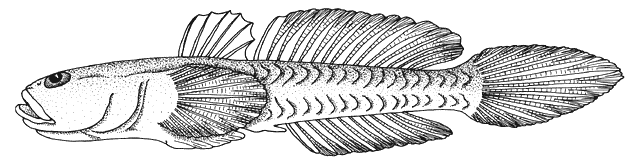
Пуголовочка туркменська (Benthophiloides turcomanus Iljin, 1941)

## Опис
Тіло веретеноподібне, невисоке, трохи стиснуте з боків, покрите не налягаючою одна на одну лускою з дуже довгими шипиками, причому покрите лише частково посередині боків; черево, основи грудних плавців і передня частина спини голі; у статевозрілих самців тіло зовсім голе. На голові луска є лише на нижній задній частині щік і на зябрових кришках. Черевний присосок з розвиненим коміром, без лопатинок і торочки. На голові немає каналів бічної лінії. Передні ніздрі конічні, прилягають до верхньої губи, задні ніздрі дуже короткі, циліндричні. Рот з численними дрібними конічними загнутими всередину зубами. На верхній щелепі зуби крупніші й у дещо більшій кількості, ніж на нижній. Найбільша довжина тіла 6–7 см. Забарвлення тіла бурувате з притемненням на спині і посвітлінням на череві, поцятковане різними за формою дрібними темнуватими плямками і крапками до утворення мармурового малюнку. Характерними є три постійні поперечні широкі темнокавові смуги (перев’язки), які звужуються донизу. Є також трикутна основою до хвостового плавця менша за попередні смуга такого ж кольору. Темно забарвлені й основи грудних і хвостового плавців. Перед першим спинним плавцем є хвилясті бурі смужки і плямки, позаду від нього розпливчасті плями на боках. Верх і боки голови також поцятковані крапками. На боках щік по смужці, що тягнеться косо вниз назад від заднього краю очних орбіт до нижнього краю щік. Загальне забарвлення плавців блідо-бурувате. Темніше забарвлений перший спинний, менш інтенсивно другий, а також хвостовий, світліше — анальний і черевні плавці.